# Кримська астрофізична обсерваторія
Науко́во-до́слідний інститу́т «Кри́мська астрофізи́чна обсервато́рія» — обсерваторія Міннауки України. Основна частина обсерваторії розташована в Бахчисарайському районі Криму, у селищі Научний, за 25 кілометрів від Сімферополя та 12 км від Бахчисарая, на висоті 600 м над рівнем моря.

## Історія створення
Утворена 30 червня 1945 року на базі Сімеїзького відділення Пулковської обсерваторії.
Під час Другої світової війни обсерваторія в Сімеїзі була повністю зруйнована. У 1945 році уряд СРСР вирішив відновити Сімеїзьку обсерваторію, а також заснувати нову обсерваторію в центральній частині Кримського півострова. Обрана для нової обсерваторії місцевість ідеально підходила для астрономічних спостережень.
Для нової обсерваторії виділили німецьке обладнання: 48-дюймовий телескоп-рефлектор та 16-дюймовий рефрактор (обидва фірми Carl Zeiss), отримані як репарації (цей телескоп мав бути подарунком від Гітлера своєму союзнику Муссоліні для італійської астрономічної обсерваторії).
Головна частина обсерваторії розташована на висоті 550—600 метрів на південному схилі гори Сель-Бухра. Неподалік розташовані будинки співробітників КрАО — селище Научне, засноване у 1957 році.
Гори на схід, захід і південь від обсерваторії вкриті лісами, що створюють сприятливі умови астрономічних спостережень, унеможливлюють засвітлення, поглинають порох, зменшують силу вітру.
Крім власне комплексу куполів з телескопами та житлових будинків для співробітників, у науковому містечку КрАО розташовані лабораторії, майстерні, де виготовляється наукове обладнання. На 2012 рік в КрАО працювали 400 осіб, близько 100 з яких — наукові співробітники. Поряд на цій же території розташована ще одна наукова установа — Кримська лабораторія Державного астрономічного інституту ім. Штернберга. У селищі функціонує готель, проводяться екскурсії.
Крім астрономічних інструментів на території Кримської астрофізичної обсерваторії встановлені радіотелескопи та два телескопи, що працюють в гамма-діапазоні.
У 2008 році Кримську астрофізичну обсерваторію офіційно подано від України на внесення у перелік об'єктів світової культурної спадщини ЮНЕСКО.
Статус об'єкта, внесеного до Списку ЮНЕСКО (в разі якщо КрАО буде внесено до нього), передбачає заборону його перебудови або забудови на його території. Але поки в ЮНЕСКО розглядали питання, у 2009 році почалися спроби забудувати територію унікального об'єкта розважальним комплексом: котеджі для туристів, готель, ресторан та іншими розважальними закладами. Протести науковців і громадськості, розголос у ЗМІ, зупинили протизаконні дії фірми «Консоль», власником якої є Володимир Константинов. Функціонування розважального центру з потоком туристів та цілодобовим яскравим освітленням несумісне з науковою роботою астрономів, а отже це позбавляє сенсу існування обсерваторії.
Друга спроба привласнення території КрАО сталася у 2012 році за безпосередньої підтримки тодішнього керівництва держави, зокрема віцепрем'єра Д. Табачника. Уряд позбавив НДІ «Кримська астрофізична обсерваторія» статусу окремої юридичної особи шляхом приєднання до Київського національного університету, поділивши при цьому прилеглу територію.

## Діяльність
Основні напрямки наукових досліджень включають вивчення активних ядер галактик і джерел космічних променів; спостереження за космічними об'єктами методом радіоінтерферометрії; будова, хімічний склад, магнетизм і нестаціонарність зір, фізика Сонця й сонячна активність; планети, малі тіла сонячної системи й астероїди; глобальні рухи материків і полюсів Землі, а також розробка наземних і космічних оптичних телескопів.
З початку 1950-х років в цій обсерваторії почалися регулярні астрономічні спостереження.
У обсерваторії з 1960 року працює один з найбільших у Європі рефлекторів, найбільший за величиною оптичний телескоп в Україні — Дзеркальний телескоп Шайна.

## Заросійської окупації Криму
Після окупації Криму у 2014 році загарбання території КрАО набуло владної підтримки. В. Константинов — нині є головою так званої Державної ради Республіки Крим. У 2015 році «Консоль» збудувала тут житловий комплекс, а у 2019-му — готель «Консоль». Крім того, з 2018-го на території КрАО почав роботи забудовник з Москви. Причому навіть російський Держбуднагляд визнав, що документи на забудову території мали ознаки фальсифікації.
Після захоплення Кримського півострова росіянами, які у 2014 році передали його військовим і зараз називають його «40-й окремий командно-вимірювальний комплекс військ ВКС РФ».

Телескоп АЗТ-11
Баштовий сонячний телескоп БСТ-1
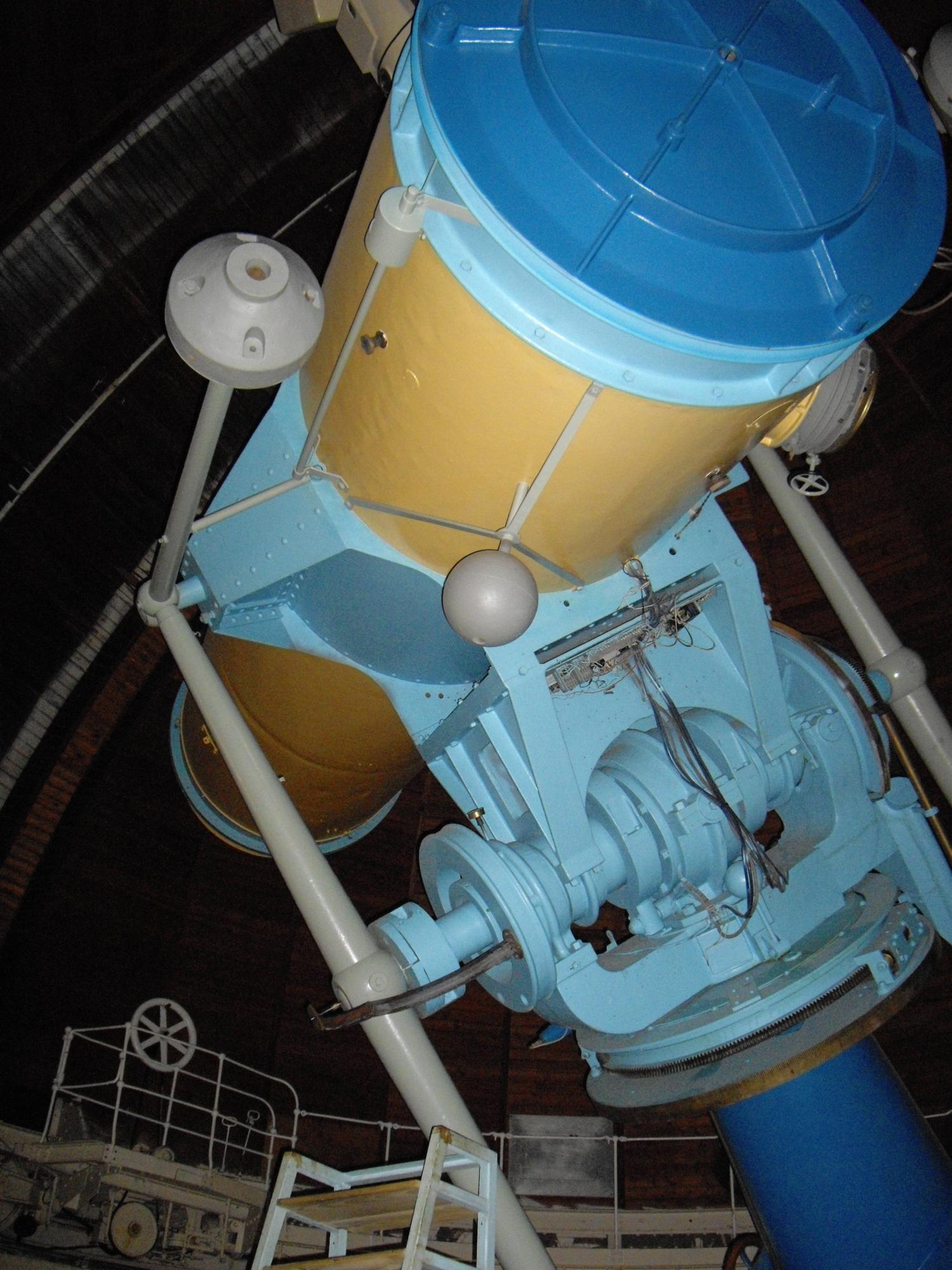
Трофейний 48" телескоп Бабельсберзької обсерваторії
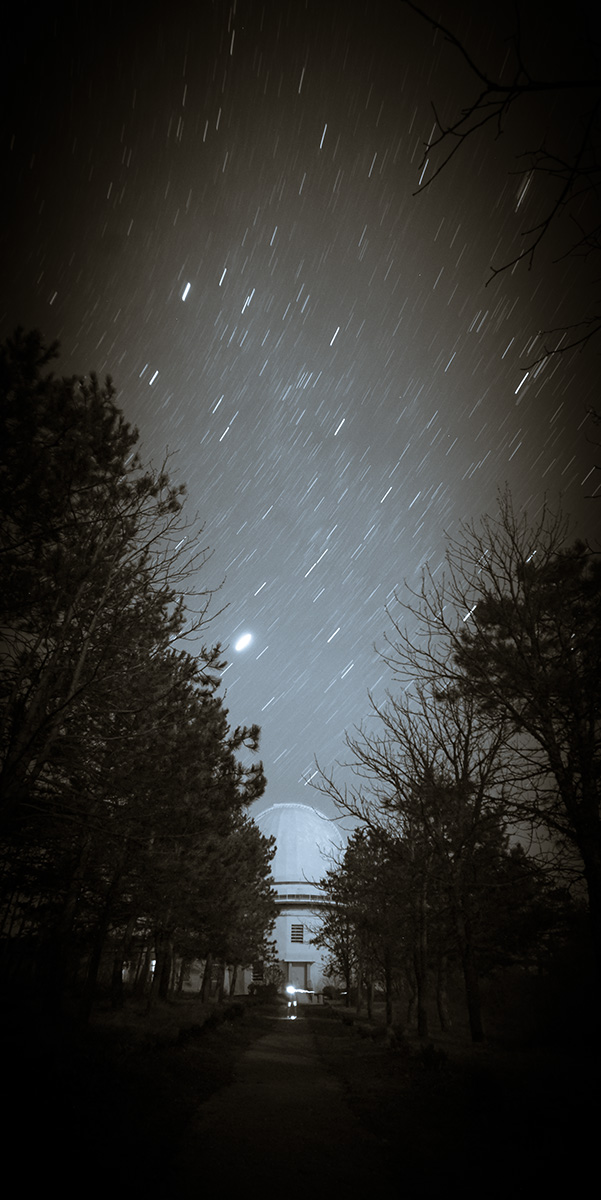
Дзеркальний телескоп Шайна з дзеркалом діаметром 2,6 м

## Головні наукові досягнення
У період від 1966 по 1992 рік в обсерваторії було відкрито 1285 малих планет. Станом на 26 серпня 2010, обсерваторія посідає 15-е місце серед обсерваторій світу за кількістю відкритих малих планет, хоча від 1992 року не було відкрито жодної нової малої планети.
На Сімеїзькій обсерваторії 1925 року уродженець Одеси Григорій Абрамович Шайн відкрив астероїд 1709. У 1967-му він отримав назву «Україна».